# Rhamnapoderus nairobicus
Rhamnapoderus nairobicus es una especie de coleóptero de la familia Attelabidae.

## Distribución geográfica
Habita en Kenia y Tanzania.